# Burns Lake
Burns Lake è un villaggio del Canada, situato in Columbia Britannica, nel distretto regionale di Bulkley-Nechako, del quale è il capoluogo

## Galleria d'immagini

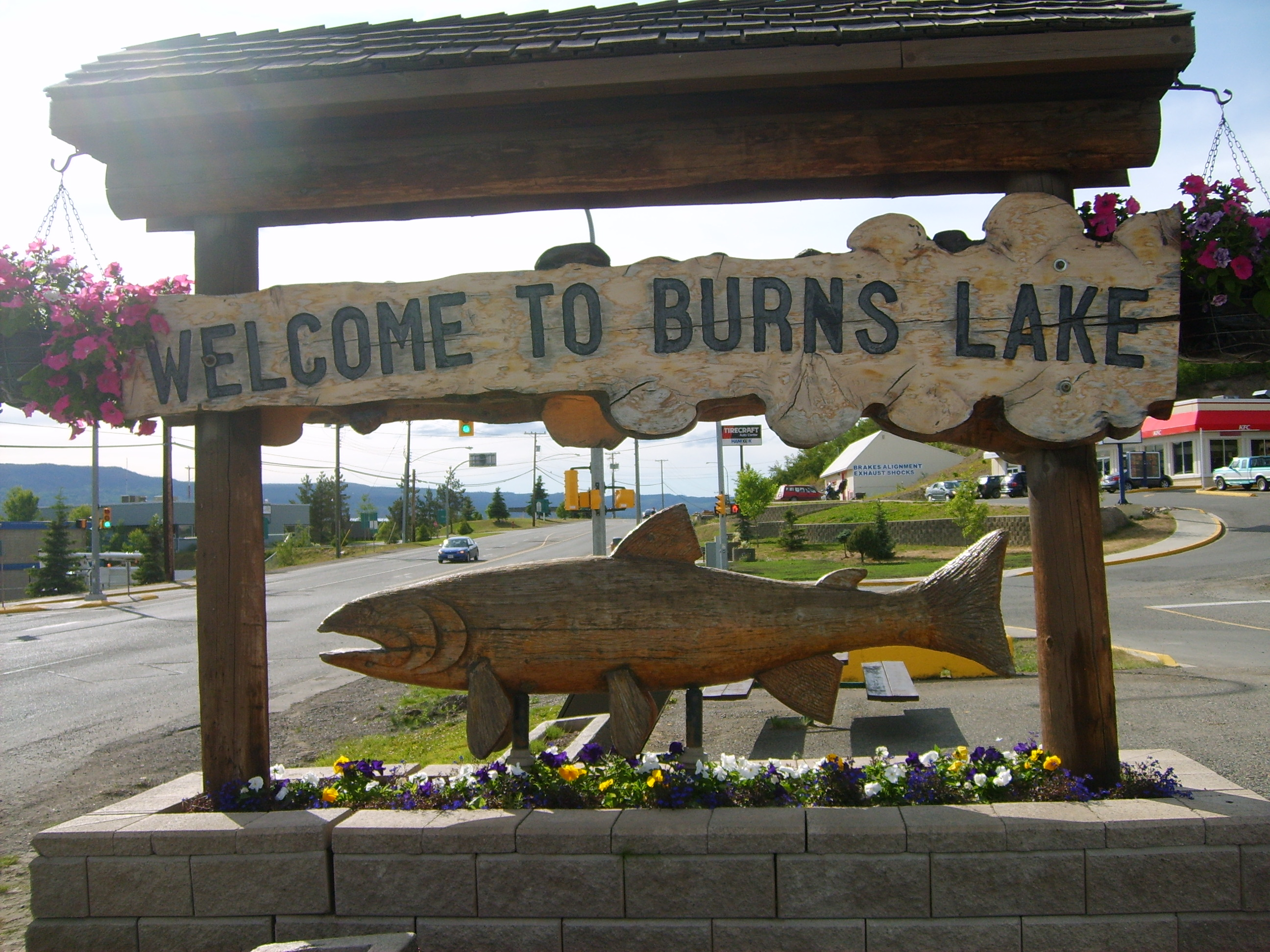
Segno di benvenuto
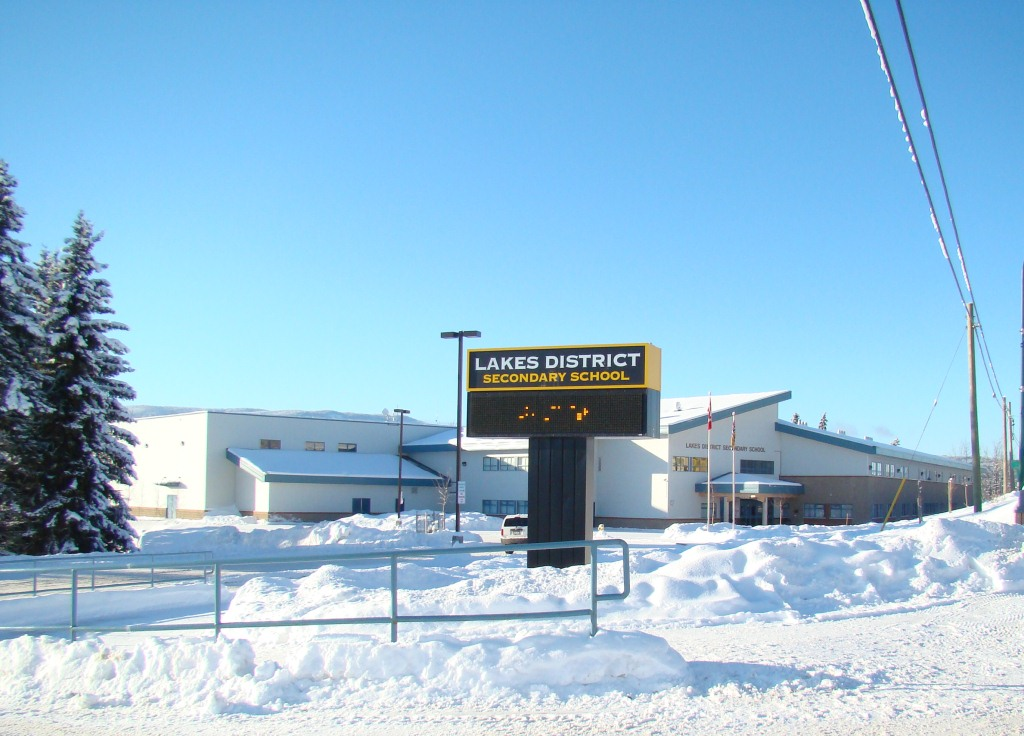
Scuola media (Lakes District Secondary School)